# Apiocera reginae
Apiocera reginae är en tvåvingeart som beskrevs av Paramonov 1953. Apiocera reginae ingår i släktet Apiocera och familjen Apioceridae. Inga underarter finns listade i Catalogue of Life.